# Ma Wanfu
Ma Wanfu (马万福,  Mǎ Wànfú; * 1849; † 1934) war ein Dongxiang-Imam aus dem Dorf Guoyuan (果园村) in Hezhou (dem heutigen Autonomen Kreis der Dongxiang im Autonomen Bezirk Linxia der Hui, Provinz Gansu). Er studierte in Mekka und gründete 1888 die Ikhwan (Yihewani 伊赫瓦尼)-Bewegung, die auch als „Neue Sekte“ (chinesisch Xinjiao pai 新教派 oder Xinxinjiao 新新教) bezeichnet wird, und sich über Gansu, Ningxia und Qinghai verbreitete. Sie lehnt den Sufismus ab.